# Aphodius foetidus
Aphodius foetidus là một loài bọ cánh cứng trong họ Bọ hung (Scarabaeidae).